# Peterswell Turlough SAC
Peterswell Turlough SAC este o arie protejată (sit de importanță comunitară — SCI) din Irlanda întinsă pe o suprafață de 245,47 ha, integral pe uscat.

## Localizare
Centrul sitului Peterswell Turlough SAC este situat la coordonatele 53°07′47″N 8°44′23″W / 53.129664°N 8.739662°V.

## Înființare
Situl Peterswell Turlough SAC a fost declarat sit de importanță comunitară în noiembrie 1997 pentru a proteja 9 specii de animale.

## Biodiversitate
Situată în ecoregiunea atlantică, aria protejată conține 2 habitate naturale: Turlough, Râuri cu maluri nămoloase cu vegetație de Chenopodion rubri p.p. și Bidention p.p..
La baza desemnării sitului se află mai multe specii protejate de  păsări (9): rață pitică (Anas crecca), rață fluierătoare (Anas penelope), rață-cu-cap-castaniu (Aythya ferina), rața moțată (Aythya fuligula), fugaci de țărm (Calidris alpina), lebădă de iarnă (Cygnus cygnus), culic mare (Numenius arquata), ploier auriu (Pluvialis apricaria), nagâț (Vanellus vanellus).
Pe lângă speciile protejate, pe teritoriul sitului au mai fost identificate 3 specii de plante.